# Amphipyra murreensis
Amphipyra murreensis är en fjärilsart som beskrevs av Embrik Strand 1916. Amphipyra murreensis ingår i släktet Amphipyra och familjen nattflyn. Inga underarter finns listade i Catalogue of Life.